# El bolero de Rubén
El bolero de Rubén es una película colombiana de 2024 dirigida por Juan Carlos Mazo y protagonizada por Majida Issa, Diego Cadavid, Marlon Moreno, Juliana Velásquez, Aída Morales y Jordana Issa. Fue estrenada el 29 de febrero de 2024 en las salas de cine colombianas. De acuerdo con el diario El País, se trata de la primera película musical en la historia del cine colombiano.

## Sinopsis
Marta, una joven motivada por una incipiente carrera como cantante, abandona su hogar familiar para ir a buscar su futuro a la gran ciudad con la compañía de su novio. Quince años después, parece que la suerte no le sonrió, pues Marta es ahora una mujer que está dispuesta a cualquier cosa para sobrevivir.

## Reparto
- Majida Issa es Marta
- Diego Cadavid es Yeison
- Marlon Moreno es Rubén
- Juliana Velásquez es Patricia
- Aída Morales es Doña Cruz
- Jordana Issa es Cecilia

Fuente:

## Recepción
André Didyme-Dome de Rolling Stone le dio tres estrellas y medio de cinco posibles al filme y lo describió como «un delirante musical de terror ambientado en Medellín, que incluye sicariato, descuartizamientos y crímenes pasionales». En el portal Citytv es definido como un largometraje que «no solo marca un punto de inflexión en la cinematografía del país, sino que también representa un viaje de autodescubrimiento, pasión desbordante y desafíos superados».